# Jindřich II. ze Champagne
Jindřich II. ze Champagne (francouzsky Henri de Champagne, 29. července 1166 – 10. září 1197, Akkon) byl hrabětem ze Champagne, účastníkem křížové výpravy do Svaté země a následně nekorunovaným králem Jeruzaléma. Vydobyl si přízvisko král pobřeží a soudobým arabským kronikářem byl považován za moudrého muže s jemnými způsoby a tolerancí.

## Život
Jindřich se narodil jako syn hraběte Jindřicha z rodu Blois a Marie, dcery francouzského krále Ludvíka VII. a Eleonory Akvitánské. Byl tedy synovcem francouzského krále Filipa i anglického krále Richarda Lví srdce.
Po pádu Jeruzaléma roku 1187 byla vyhlášena třetí křížová výprava, která zpočátku nevyvolala přílišné nadšení potenciálních účastníků. Francouzští křižáci společně s anglickými vyrazili až 4. července 1190 z Vézelay. Jindřich ze Champagne se společně se svými strýci Theobaldem a Štěpánem a velkým počtem vojáků k hradbám Akkonu dostal již 27. července 1190 a posílil tak vyčerpané křižácké vojsko obléhající vzdorující město.
Mladý hrabě převzal velení až do příjezdu králů Filipa a Richarda a investoval do stavby obrovského mangonelu a beranidel. Během obléhání přiznal templářskému řádu mnohé výsady, které zaručovaly získání majetku na jeho území s výjimkou panství nad hrady a městy. Napomohl uzavření mírové dohody mezi Saladinem a Richardem Lví srdce, kdy Saladin chtěl, aby mu křižáci postoupili Askalon a Richard se jej nechtěl vzdát. Tehdy Jindřich poukázal na to, že ve Svaté zemi po odjezdu křižáckého vojska stejně nezůstane dost rytířů na to, aby Askalon ubránili. Poté byla 2. září 1192 sepsána smlouva o pětiletém míru. Saladin ponechal křižákům všechny jimi držená města mimo Askalonu a přislíbil ochranu neozbrojených poutníků na svatých místech. Kromě toho povolil bohoslužby čtyř latinských knězů přímo u Svatého hrobu.

### Jeruzalémský král

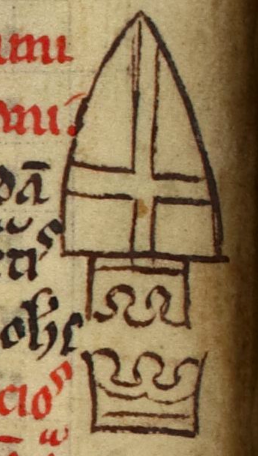
Obrácený znak jeruzalémského království jako odkaz na Jindřichovu smrt (Kronika Matěje Pařížského)

Roku 1190 zemřela jeruzalémská královna Sibyla i s oběma dcerami a titul měl připadnout Isabele, dceři krále Amauryho I. Konrád z Montferratu se zasadil o zinscenování Isabelina rozvodu z Homfroiem z Toronu a vzápětí se s dědičkou sám oženil. 28. dubna 1192 byl krátce po své korunovaci zavražděn dvěma vrahy ze sekty asasínů a bylo nutné najít nového vládce Jeruzaléma.
Volba obyvatel Tyru padla na Jindřicha ze Champagne, který byl zřejmě nejméně kontroverzním kandidátem. Již týden po Konrádově smrti dne 5. května 1192 byla Isabela provdána za hraběte ze Champagne.
| „             | Když byl Markýz mrtev a jeho duše mířila do pekla, anglický král převzal vládu v Tyru a věnoval ji hraběti Jindřichovi, s nímž vyřešil všechny problémy. Tento poslední se již téže noci spojil s královnou, Markýzovou ženou, neboť tvrdil, že má největší právo spojit se s ženou zemřelého. | “ |
| — Imád-ad-Dín | |   |

V křesťanském táboře vyvolala urychlená svatba rozpaky a muslimové byli ohromeni informací, že ke konzumaci manželství došlo i přes Isabelino pokročilé těhotenství. Zdá se, že manželství bylo šťastné a Jindřich se do Isabely zamiloval.
Krátce po svém jmenováním se mladý král pokusil získat od Saladina „své“ území. Pokus vyzněl naprázdno a ještě Saladina podráždil. Ke králově korunovaci nedošlo snad pro nedostatečnou dobu Isabelina vdovství, která zřejmě byla neslučitelná s církevním právem. Roku 1194 zemřel kyperský král Guy z Lusignanu, bývalý Konrádův soupeř o jeruzalémský trůn a Kypru se ujal jeho bratr Amaury. Jindřich s Amaurym uzavřel smlouvu o sňatku svých potomků, což vedlo k pozdější svatbě Huga z Lusignanu s Alicí.
Nekorunovaným králem Jeruzaléma byl Jindřich pouhých pět let, zemřel roku 1197, když při vojenské přehlídce vypadl z okna galerie. Isabela byla znovu provdána za ovdovělého kyperského krále Amauryho.